# Tamizhaga Makkal Munnetra Kazhagam
Tamizhaga Makkal Munnetra Kazhagam ("Tamil folkprogressiva federationen") är ett politiskt parti i den indiska delstaten Tamil Nadu. Partiets ledare är John Pandian. Pandian grep den 20 januari 2002 åtalad för utpressning. Pandian var sedan tidigare anklagad för mord.